# Клебанов, Сэм
Сэм Клеба́нов (наст. имя Самуил Яковлевич Клебанов, род. 14 апреля 1965, Ленинград) — деятель российской и шведской киноиндустрии, дистрибьютор, продюсер и телеведущий. В кинобизнесе с 1996 года. До 2015 года руководил кинопрокатной компанией «Кино без границ», затем основал новый дистрибьюторский проект «Артхаус». Автор и ведущий программ «Магия кино» (2001—2008) и «Особый взгляд» (2012—2022) на телеканале «Культура».

## Биография
Самуил Клебанов родился в Ленинграде в 1965 году, но вырос и окончил среднюю школу в Москве. С 1983 по 1985 год проходил срочную службу в Советской Армии в войсках ОСНАЗ (радиоразведка) ГСВГ. В 1990 году окончил Московский экономико-статистический институт, факультет «Экономическая кибернетика», по специальности «Прикладная математика».
После августовского путча перебрался в Европу. Путешествовал автостопом, сменил множество профессий от гувернёра и садовника до программиста. Обосновался в Гётеборге в Швеции, получил там гражданство. С 1993 по 1997 год работал программистом и техническим директором в компаниях IFTECH Software и Software Engineering.
В 1996 году в Швеции основал компанию «Maywin Media AB» по продаже телевизионных программ и фильмов в Россию и страны СНГ. В том же году учредил дистрибьюторскую компанию «Кино без границ», которая сосредоточилась на прокате артхауса в России. Первым фильмом, купленным им для российского проката, стал «Фейерверк» Такэси Китано. После этого стал всё глубже погружаться в мир киноиндустрии. В последующие годы компания «Кино без границ» стала ведущим игроком на рынке проката артхаусного кино в России и странах бывшего СССР, выпустив в кинопрокат и на DVD несколько сотен фильмов, в том числе картины таких режиссёров как Такэси Китано, Рубен Эстлунд, братья Дарденн, Микаэль Ханеке, Алехандро Гонзалес Иньяриту, Кристиан Мунджиу, Фрэнсис Форд Коппола, Ким Ки-дук, Чхан Ук-пак и многих других.
Активно сотрудничал с российским телеканалом «Культура». С 2001 по 2008 год вёл в его эфире еженедельную программу «Магия кино», а в 2012—2014 годах подготовил для «Культуры» авторский цикл «Особый взгляд. Кино нового тысячелетия», в рамках которого демонстрировал фильмы из каталога компании «Кино без границ», представляющие, по его мнению, «современное актуальное независимое кино». В 2017 году телеканал «Культура» возобновил сотрудничество с Клебановым и показал новый цикл программ. «Особый взгляд».
В конце 2004 года стал свидетелем разрушительного цунами в Юго-Восточной Азии, участвовал в ликвидации его последствий, снял об этих событиях документальную ленту «Дорога на Галле — Дневники добровольцев» (совместно с А. Камионским и В. Масленниковым, 2005). В качестве сценариста, продюсера и актёра принял участие в создании фильма «Горячие новости» (2009). Продюсировал также киноленты Отара Иоселиани («Сады осенью», 2006) и Шарунаса Бартаса («Евразиец», 2010). Снялся в нескольких картинах, а также в пяти клипах Аллы Пугачёвой.
Сфера интересов Клебанова не ограничивается кино. В 2013—2014 годах он являлся регулярным колумнистом российской версии мужского журнала GQ. В июне 2014 года презентовал свой новый проект — сайт LCHF.RU, посвященный популяризации принципа питания LCHF (англ. Low Carbs High Fat), то есть низкоуглеводной высокожировой диеты, популярной в Швеции и других странах Скандинавии. Клебанов утверждает, что с помощью LCHF он похудел на 14 килограммов, и активно использует личный пример для продвижения своего сайта.
Весной 2015 года объявил о запуске совместно с американской компанией Lorem Ipsum Corp. дистрибьюторского проекта «Артхаус», которым занялся вместо «Кино без границ». Под новым брендом Клебанов собирался продолжить прокат независимых и авторских фильмов в России, причём не только на традиционных площадках — в кинотеатрах, на видео и телевидении, но и в Интернете. Компания выпустила в прокат ряд картин, в том числе «Такси» Джафара Панахи («Золотой медведь» на Берлинском кинофестивале 2015 года), «Голубь сидел на ветке, размышляя о бытии» Роя Андерссона («Золотой лев» на Венецианском кинофестивале 2014 года) и «Дипан» Жака Одиара («Золотая пальмовая ветвь» на Каннском Кинофестивале 2015 года).
В январе 2016 года Сэм Клебанов покинул компанию «Артхаус» и возобновил самостоятельную кинодистрибьюторскую деятельность под брендом «Кино без границ». Самым успешным проектом возрождённого «Кино без границ» стал релиз документального фильма Виталия Манского «В лучах солнца».
Осенью 2017 года Сэм Клебанов в партнёрстве с разработчиком программного обеспечения Павлом Рабецким создал в Швеции стартап Cinezen Blockchained Entertainment AB. Целью компании было заявлено создание первого в мире децентрализованного VOD (video-on-demand) маркетплейса на основе блокчейн технологий. Стартап получил посевное финансирование от австрийско-израильского венчурного фонда AltaIR Capital. В феврале 2018 года на European Film Market в Берлине Cinezen анонсировал заключение первых в истории лицензионных соглашений по онлайн-дистрибуции фильмов с использованием блокчейн-технологии и ввёл в оборот новый термин — BVOD (Blockchain Video-on-Demand). Согласно заявлениям компании тестовая версия маркетплейса на основе сети Etherium станет доступна для пользователей весной 2018 года. Запуск полноценной коммерческой версии продукта анонсирован на 4-й квартал 2018 года. По состоянию на май 2020 года доступна лишь бета-версия сервиса с фильмотекой в 200 фильмов.

## Личная жизнь
Сэм Клебанов женат. Его жена Ирина Виноградова работала вместе с ним в компании «Кино без границ» в должности главного бухгалтера. В январе 2014 года у Сэма и Ирины родилась дочь Адель. Сэм и его семья живут в Гётеборге.

## Фильмография
Продюсер
- 2010 — Евразиец / Indigène d’Eurasie
- 2009 — Горячие новости
- 2006 — Сады осенью / Jardins en automne
- 2005 — Дорога на Галле — Дневники добровольцев / Galle Road: The Volunteer Diaries

Актёр
- 2009 — Горячие новости — режиссёр Рома
- 2004 — Молоды и счастливы — Орловский

Сценарист
- 2009 — Горячие новости